# Ecoplus
Die ecoplus. Niederösterreichs Wirtschaftsagentur GmbH ist eine Agentur des Landes Niederösterreich mit Zentrale im Wirtschaftszentrum Niederösterreich in St. Pölten. Die Organisation dient der Unterstützung von Investoren und Unternehmen bei der Ansiedlung und Erweiterung von Betrieben, Eigentümer ist zu 100 % das Land Niederösterreich.
Derzeit werden 16 Wirtschaftsparks und vier Technopolstandorte im ganzen Land betreut. Die Agentur übernimmt dabei die Beratung für geeignete Standorte, bietet Mehr-Mietobjekte an und unterstützt Unternehmen in den Bereichen Förderungen, Betriebsansiedelungen mit Kontakten zu Forschungseinrichtungen bis hin zu Internationalisierungsschritten.

## Geschichte
1962 war die Industriezentrum NÖ Süd Gesellschaft m.b.H gegründet worden, um in Wiener Neudorf südlich von Wien auf dem Gelände der ehemaligen Flugmotorenwerke Ostmark neue Betriebe anzusiedeln (Durch die Rechtsnachfolge ist das firmenbücherliche Gründungsdatum 1941).
1972 entstand die NÖ Raumordnungs-, Betriebsansiedlungs- und Strukturverbesserungsges.m.b.H (NÖRBS). 1982 fusionierten NÖRBS und IZ NÖ Süd. 1987 wurde die Firma in ecoplus Betriebsansiedlung und Regionalisierung in Niederösterreich GmbH umbenannt und begann mit dem Regionalförderprogramm. Seit 1990 läuft die Förderung auch über Beteiligungen an Firmengründungen, und es entstanden einige Industrie- und Gewerbeparks in Niederösterreich.
2001 starteten Clusterinitiativen bei ecoplus, beginnend mit dem Holz Cluster Niederösterreich, der später zum Bau.Energie.Umwelt Cluster Niederösterreich wurde. 2004 eröffnete ecoplus Auslandsbüros in Prag, Bratislava und Budapest, die aber mittlerweile wieder geschlossen wurden. Im selben Jahr startete das Technopolprogramm, ein Programm zur Ansiedlung von Unternehmen und Forschungseinrichtungen im Nahbereich zu Ausbildungszentren. 2005 erfolgte die Umbenennung in ecoplus. Niederösterreichs Wirtschaftsagentur GmbH. 2008 übersiedelte das Unternehmen von der Wiener Innenstadt ins Wirtschaftszentrum Niederösterreich nach St. Pölten. Seit 2011 ist ecoplus zudem an der ecoplus Alpin GmbH (vormals Niederösterreichische Bergbahnen BeteiligungsgmbH) beteiligt. Das Leuchtturmprojekt der letzten Zeit ist die Realisierung des Haus der Digitalisierung in Tulln über die ecoplus Digital GmbH, eine Tochterbeteiligung von ecoplus, das niederösterreichische Unternehmen beim digitalen Wandel unterstützt und neben Showroom und Wissenschaftslabor jährlich wechselnde multimediale Themeninszenierungen bietet.

## Organisation
Das Unternehmen ist in 100%-Besitz des Landes.
Die Agenden der ecoplus sind dem Büro der Landeshauptfrau Johanna Mikl-Leitner unterstellt, die auch das Unternehmen vertritt. Geschäftsführer ist seit 2003 Helmut Miernicki, ehemaliger Büroleiter des Landeshauptmanns Erwin Pröll.
Kontrollorgan ist der Aufsichtsrat, der mit Mitgliedern der Landesregierung und der Sozialpartner der Wirtschaft besetzt ist.

## Leistungen
Leistungen der ecoplus umfassen die Regionalförderung mit touristischen Projekten wie Wintersport-Infrastruktur, Ausbau von Messestandorten, die klimafitte Erschließung neuer Betriebsgebiete, Cluster- und Plattforminitiativen, Investorenservice, Einrichtung und Verwaltung von Wirtschaftsparks, Errichtung und Betrieb von Technologie- und Forschungszentren, Haus der Digitalisierung, Technologie, Forschung und Internationalisierung.

### Immobilien/Mietobjekte in Niederösterreich
In den Wirtschaftsparks werden auch Mietobjekte angeboten, errichtet und verwaltet. In den von ecoplus gemanagten Wirtschaftsparks stehen in den rund 89 Objekten (hauptsächlich im IZ NÖ-Süd) und den sechs Technologie- und Forschungszentren (Wiener Neustadt, Tulln, Krems, Wieselburg, Seibersdorf und Klosterneuburg) derzeit rund 254.000 m² an vermietbaren Flächen zur Verfügung.

### Cluster und Plattformen
Es gibt die Cluster Bau.Energie.Umwelt, Lebensmittel, Kunststoff, Mechatronik und Initiative EMI – Energie Mobilität Innovation sowie die Plattformen Green Transformation & Bioökologie und Gesundheitstechnologie.

### ecoplus-Wirtschafts- und Beteiligungsparks
ecoplus betreibt 16 Wirtschafts- und Beteiligungsparks im Industriezentrum Niederösterreich Süd, in Wolkersdorf, Ennsdorf, Bruck/Leitha, Poysdorf, Heidenreichstein, Gmünd-České Velenice, Marchegg, Wiener Neustadt/Nova City, Kottingbrunn, Schrems, Techno Park Tulln, Strasshof, Mistelbach-Wilfersdorf, Föhrenwald und Wolfpassing.
Mit dem Wirtschaftspark Föhrenwald ist Wiener Neustadt die einzige Stadt in Niederösterreich mit zwei ecoplus Wirtschaftsparks.

Ecoplus Wirtschaftspark Bruck an der Leitha